# Dom Rosyjski w Gdańsku
Dom Rosyjski w Gdańsku (ros. Русский дом в Гданьске) − instytucja promocji kultury rosyjskiej w Gdańsku, działająca w latach 1984–2022.
Placówka została powołana w 1984 pod nazwą Domu Radzieckiej Nauki i Kultury (Дом советской науки и культуры) w kamieniczce Lwi Zamek przy ul. Długiej 35, zajmowanej wcześniej, od lat 60., przez Towarzystwo Przyjaźni Polsko-Radzieckiej. Po zmianach ustrojowych w ZSRR zmieniono nazwę na Rosyjski Ośrodek Nauki i Kultury w Gdańsku (Российский центр науки и культуры в Гданьске), w 2021 na Dom Rosyjski w Gdańsku (Русский дом в Гданьске).
Instytucja działała na rzecz szerzenia wiedzy o Rosji, przybliżając język i kulturę rosyjską oraz ułatwiając wymianę kulturalną pomiędzy Polską i Rosją. 
4 marca 2022 Gdańskie Nieruchomości wypowiedziały umowę najmu Rosyjskiemu Centrum Nauki i Kultury oraz wezwały do niezwłocznego opuszczenia lokalu. Bezpośrednim powodem wypowiedzenia była inwazja Rosji na Ukrainę oraz związane z nią apele mieszkańców Gdańska. Po rozpoczęciu agresji rosyjskiej instytucja planowała organizację imprez kulturalnych, a w swoich mediach społecznościowych powielała prowojenną propagandę. 18 marca 2022 lokal został opróżniony.